# レオニード・クーリック

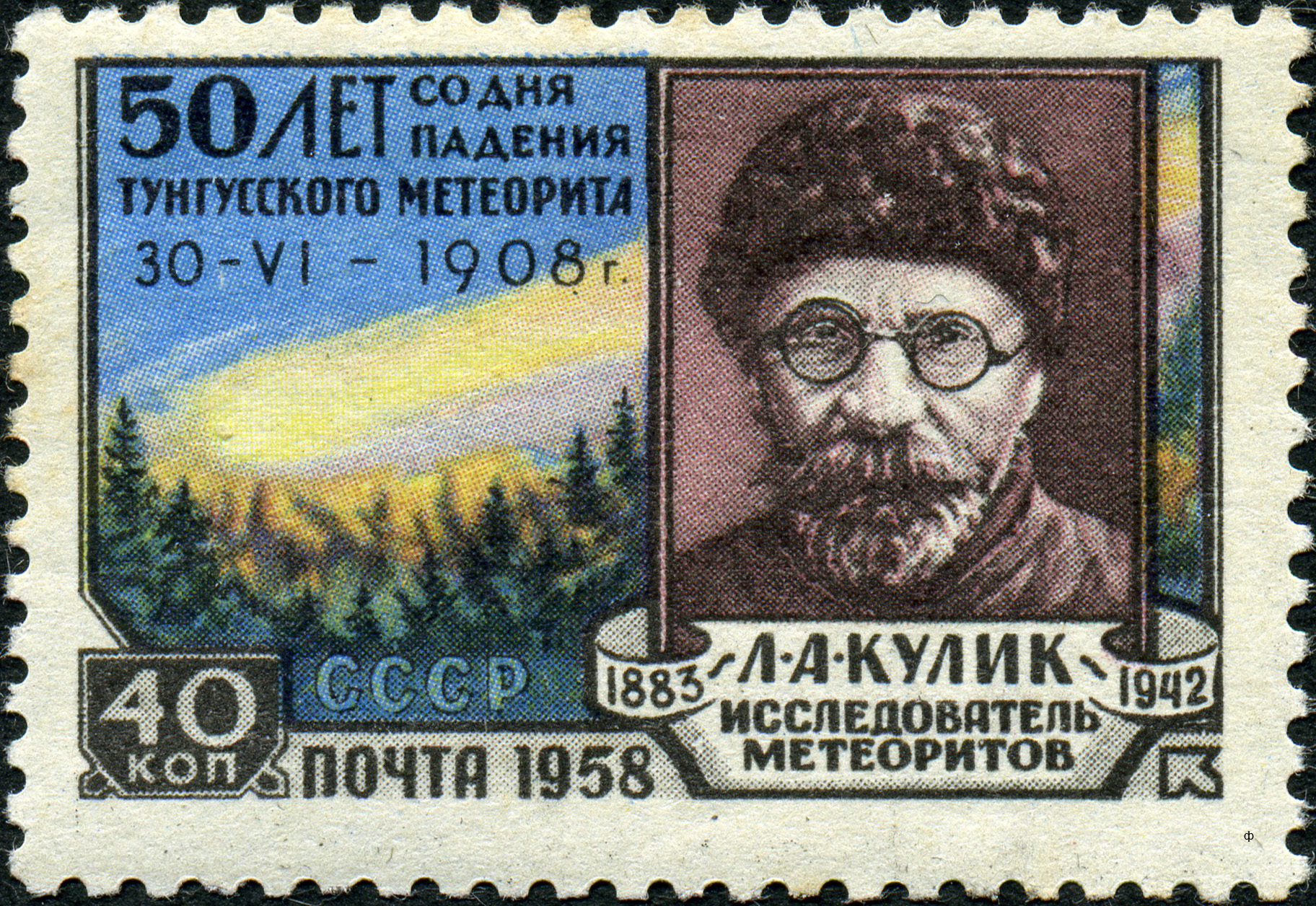
1958年に発行された切手

レオニード・クーリック（ロシア語: Леони́д Алексе́евич Кули́к, 1883年8月19日 -  1942年4月14日） は、隕石研究で知られるロシアの鉱物学者。
エストニアのタルトゥで生まれ、サンクトペテルブルクの林業研究所とカザン大学で教育を受けた。ロシア軍に徴兵され日露戦争を戦い、その後、革命活動で短い期間を刑務所で服役し、再びロシア軍に従い第一次世界大戦に参加した。
戦後は、講師となり、シベリア西部の都市トムスクで鉱物学を教え、1920年には、サンクトペテルブルクの鉱物学博物館での仕事に従事した。
1927年、クーリックはソ連科学アカデミーの調査団を率いて、1908年6月30日にシベリアで発生したツングースカ大爆発の調査に乗り出した。現地へ調査に赴き、地元の目撃者に面談。木々がなぎ倒されていた地域を丸で囲み、その中心に原因があるということを確信し、その原因が隕石の落下によるものであると推測した。だが、4度にわたる探検では、隕石に関わる断片を見つけるには至らなかった。
その後、第二次世界大戦では、準軍事組織に民兵として参加したが、ドイツ軍に捕らえられ、捕虜収容所でチフスに感染して亡くなった。